# Новачук, Олег Николаевич
Олег Николаевич Новачук — председатель Совета Директоров Группы KAZ Minerals PLC, второй крупнейший акционер компании «Казахмыс».

## Биография
Родился в 1971 году в Алма-Ате.
Окончил Казахский государственный университет им. Аль-Фараби с присвоением степени магистра с отличием в области прикладной математики в 1993 году.
С 2001 года на протяжении трёх лет работал на должности заместителя председателя, а затем председателем АО «Казпромбанк», одного из крупнейших в то время частных банков в Казахстане.
С 23 сентября 2005 года по 15 марта 2007 — занимал пост финансового директора. Он также работал в должности вице-президента по финансовым проектам в Kazakhmys LLC и Советником по финансовым вопросам Президента ТОО «Казахмыс».
24 января 2007 года Kazakhmys PLC (переименованная в KAZ Minerals PLC в октябре 2014 года) объявила о назначении О. Новачука на должность генерального директора компании «KAZAKHMYS PLC», назначение вступило в силу с 15 марта 2007 года.
После завершения реорганизации Группы в 2014 году продолжил руководить публичной компанией, переименованной в KAZ Minerals.

## Состояние

### Историческая справка
До 2005 года Новачуку принадлежало 12 % корпорации «Казахмыс».
На 2007 год Олег Новачук имел 8,73 % акций «Казахмыса».
На март 2008 года Олег Новачук имел 6,53 % акций «Казахмыса».
На 22 января 2009 года Олег Новачук имел 29,7 млн акций в компании «Казахмыс».
По состоянию на 13 апреля 2015 года Новачуку принадлежало 7,82 % акций компании KAZ Minerals PLC.